# Hermann Schmid (Politiker)
Hermann Schmid (* 19. Dezember 1872 in Weiterdingen; † 22. August 1915 in Gebweiler) war Gärtnereibesitzer und Mitglied des Deutschen Reichstags.

## Leben
Schmid war Gärtnereibesitzer und von 1909 bis 1913 Mitglied der zweiten Kammer der Badischen Ständeversammlung.
Von Oktober 1911 bis Januar 1912 war er Mitglied des Deutschen Reichstags für den Wahlkreis Baden 1 (Konstanz, Überlingen, Stockach) und die Nationalliberale Partei.